# Joe Gomez (cầu thủ bóng đá)
Joseph David Gomez (sinh ngày 23 tháng 5 năm 1997) là một cầu thủ bóng đá chuyên nghiệp người Anh hiện đang chơi ở vị trí hậu vệ ở giải Premier League cho câu lạc bộ Liverpool và Đội tuyển bóng đá quốc gia Anh.
Anh bắt đầu sự nghiệp tại câu lạc bộ Charlton Athletic, và được lên đá đội một lúc 17 tuổi và chơi trọn một mùa bóng trước khi gia nhập Liverpool từ tháng 6 năm 2015. Gomez đại diện cho tuyển Anh tại mọi cấp đấu và chơi toàn bộ thời gian của mỗi trận đấu khi tuyển Anh vô địch Giải vô địch bóng đá U-17 châu Âu 2014. Anh có cuộc ra mắt đội tuyển Quốc gia vào tháng 11 năm 2017.

## Sự nghiệp câu lạc bộ

### Charlton Athletic

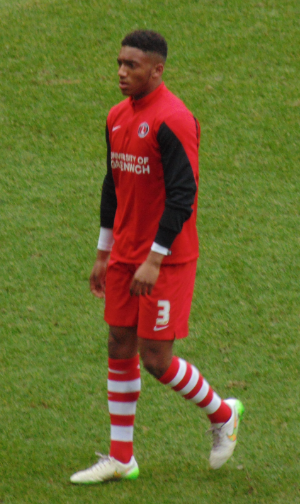
Gomez warming up for Charlton Athletic in 2015

Gomez sinh tại Catford, Luân Đôn với cha người Gambia và mẹ mang dòng máu Anh-Tây Ban Nha. Anh gia nhập học viện bóng đá tại Charlton Athletic gần đó khi lên 10, và có trận thi đấu ra mắt cho đội dưới 18 tuổi khi vừa chỉ mới 13 tuổi. Bất chấp được sự quan tâm từ nhiều câu lạc bộ, Gomez ký hợp đồng chuyên nghiệp đầu tiên với Charlton vào tháng 10 năm 2014. Trận đấu ra mắt ở giải chuyên nghiệp là trận thắng 4–0 League Cup trước câu lạc bộ Colchester United tại The Valley vào ngày 12 tháng 8 năm 2014, và anh chơi trong suốt 90 phút ở vị trí hộ công phải. Một tuần sau anh có trận ra mắt 3–2 trên sân nhà trước Derby County tại Championship. Gomez có 24 lần xuất hiện trong mùa bóng đầu tiên của mình bao gồm 18 lần ở đội hình xuất phát, chơi ở cả vị trí hộ công phải và vị trí quen thuộc ở trung lộ.

### Liverpool

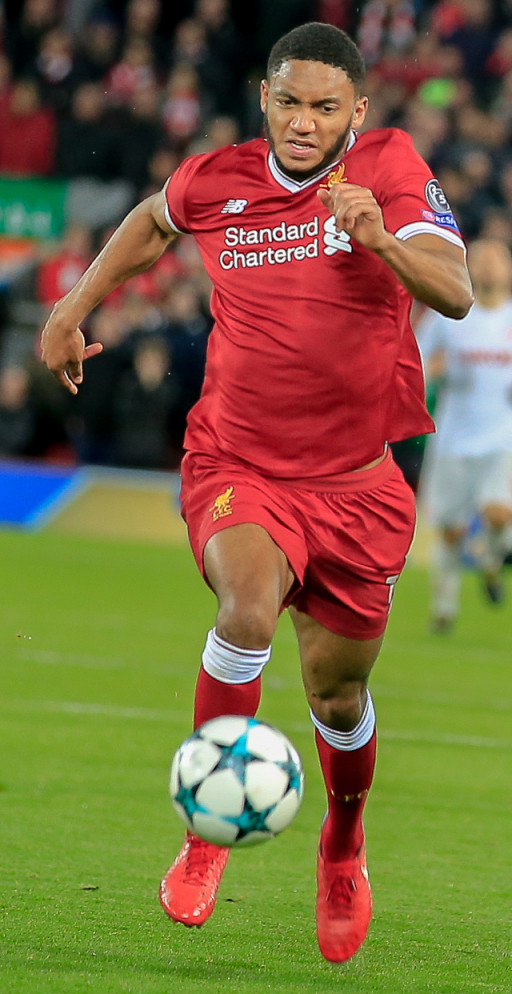
Gomez trong màu áo Liverpool năm 2017

Ngày 20 tháng 6 năm 2015, câu lạc bộ Premier League Liverpool ký với Gomez một hợp đồng 5 năm với phí 3,5 triệu bảng. Anh có trận đấu ra mắt với câu lạc bộ Stoke City ngày 9 tháng 8, xuất phát ở vị trí hộ công trái trong trận thắng 1–0, hỗ trợ Philippe Coutinho trong bàn quyết định của trận vào phút thứ 86.
Ngày 13 tháng 10 năm 2015, Gomez bị chấn thương dây chằng chéo trước khi đang chơi cho tuyển U21 của Anh khiến anh phải nghỉ thi đấu hết mùa giải. Một năm sau đó, Gomez trở lại luyện tập vào ngày 13 tháng 10 năm 2016. Ngày 13 tháng 11, Gomez thi đấu 45 phút in a behind closed doors friendly.
Ngày 8 tháng 1 năm 2017, Gomez có trận trở lại đầu tiên trong một trận đấu chính thức kể từ khi bị chấn thương, ở FA Cup với đội Plymouth Argyle.
Gomez có trận thi đấu đầu tiên ở đấu trường châu Âu vào ngày 23 tháng 8 năm 2017 trước câu lạc bộ Hoffenheim tại vòng Champions League playoff.

## Sự nghiệp quốc tế
Gomez thi đấu cho các đội bóng U-16, U-17 và dưới-19 của nước Anh. Tháng 5 năm 2014, anh nằm trong đội hình vô địch U-17 châu Âu ở Malta, và chơi đủ mọi phút của 5 trận của tuyển Anh tại giải và được UEFA chọn trong đội hình tiêu biểu của giải.
Ngày 25 tháng 8 năm 2015, anh nhận được triệu tập lên tuyển U-21. Ngày 30 tháng 8 năm 2017, Gomez được công bố sẽ là đội trưởng của tuyển U21 Anh trước chiếc dịch vòng loại cho giải U-21 châu Âu.
Anh nhận được triệu tập lên Đội tuyển bóng đá quốc gia Anh vào tháng 11 năm 2017. Anh có trận ra mắt cho tuyển Anh trong trận đấu giao hữu với Đức tại Sân vận động Wembley, được vào sân thay người cho Phil Jones với kết quả hòa 0–0. Gomez nhận được bình chọn cầu thủ của trận đấu trong trận với Brasil, nhờ vào những pha can thiệp cản bóng kịp thời, và khả năng vô hiệu hóa nguy cơ từ cầu thủ chuyền bóng hàng đầu thế giới Neymar.
Ngày 16 tháng 5 năm 2018, do chấn thương nên anh bị loại khỏi đội hình 23 người của Gareth Southgate thi đấu tại Giải vô địch bóng đá thế giới 2018.

## Phong cách chơi bóng
Gomez chơi ở vị trí quen thuộc hộ công trung lộ nhưng đồng thời có thể chơi ở vị trí hậu vệ cánh cả bên phải và trái. Anh được miêu tả là câu thủ toàn diện và có lối chơi tương tự Rio Ferdinand người mà anh thần tượng khi lớn lên. Gomez được chú ý nhờ thể lực và sức mạnh; anh có khả năng di chuyển nhanh và nguy hiểm trong các đợt phản công và phòng thủ, hiếm khi bị các đối thủ qua mặt về thể lực.

## Thống kê sự nghiệp

### Câu lạc bộ
Tính đến 9 tháng 2 năm 2025
| Câu lạc bộ          | Mùa                 | Giải quốc nội       | Giải quốc nội | Giải quốc nội | FA Cup | FA Cup | EFL Cup | EFL Cup | Châu Âu | Châu Âu | Khác | Khác | Tổng cộng | Tổng cộng |
| Câu lạc bộ          | Mùa                 | Hạng đấu            | Trận          | Bàn           | Trận   | Bàn    | Trận    | Bàn     | Trận    | Bàn     | Trận | Bàn  | Trận      | Bàn       |
| ------------------- | ------------------- | ------------------- | ------------- | ------------- | ------ | ------ | ------- | ------- | ------- | ------- | ---- | ---- | --------- | --------- |
| Charlton Athletic   | 2014–15             | Championship        | 21            | 0             | 1      | 0      | 2       | 0       | —       | —       | —    | —    | 24        | 0         |
| Liverpool           | 2015–16             | Premier League      | 5             | 0             | 0      | 0      | 0       | 0       | 2       | 0       | —    | —    | 7         | 0         |
| Liverpool           | 2016–17             | Premier League      | 0             | 0             | 3      | 0      | 0       | 0       | —       | —       | —    | —    | 3         | 0         |
| Liverpool           | 2017–18             | Premier League      | 23            | 0             | 1      | 0      | 1       | 0       | 6       | 0       | —    | —    | 31        | 0         |
| Liverpool           | 2018–19             | Premier League      | 16            | 0             | 0      | 0      | 0       | 0       | 9       | 0       | —    | —    | 25        | 0         |
| Liverpool           | 2019–20             | Premier League      | 28            | 0             | 2      | 0      | 2       | 0       | 7       | 0       | 4    | 0    | 43        | 0         |
| Liverpool           | 2020–21             | Premier League      | 7             | 0             | 0      | 0      | 1       | 0       | 3       | 0       | 1    | 0    | 12        | 0         |
| Liverpool           | 2021–22             | Premier League      | 8             | 0             | 2      | 0      | 4       | 0       | 7       | 0       | —    | —    | 21        | 0         |
| Liverpool           | 2022–23             | Premier League      | 21            | 0             | 3      | 0      | 2       | 0       | 5       | 0       | 0    | 0    | 31        | 0         |
| Liverpool           | 2023–24             | Premier League      | 32            | 0             | 4      | 0      | 5       | 0       | 10      | 0       | —    | —    | 51        | 0         |
| Liverpool           | 2024–25             | Premier League      | 9             | 0             | 1      | 0      | 3       | 0       | 4       | 0       | —    | —    | 17        | 0         |
| Liverpool           | Tổng cộng           | Tổng cộng           | 149           | 0             | 16     | 0      | 18      | 0       | 53      | 0       | 5    | 0    | 241       | 0         |
| Tổng cộng sự nghiệp | Tổng cộng sự nghiệp | Tổng cộng sự nghiệp | 170           | 0             | 17     | 0      | 20      | 0       | 53      | 0       | 5    | 0    | 265       | 0         |

1. 1 2  Số lần ra sân tại UEFA Europa League
2. 1 2 3 4 5 6 7  Số lần ra sân tại UEFA Champions League
3. ↑  Một lần ra sân tại FA Community Shield, một lần ra sân tại UEFA Super Cup, hai lần ra sân tại FIFA Club World Cup
4. ↑  Ra sân tại FA Community Shield

### Quốc tế
Tính đến ngày 14 tháng 7 năm 2024
| Đội tuyển | Năm  | Trận | Bàn |
| --------- | ---- | ---- | --- |
| Anh       | 2017 | 2    | 0   |
| Anh       | 2018 | 4    | 0   |
| Anh       | 2019 | 2    | 0   |
| Anh       | 2020 | 3    | 0   |
| Anh       | 2024 | 4    | 0   |
| Tổng      | Tổng | 15   | 0   |

## Danh hiệu
U-17 Anh
- Giải vô địch bóng đá U-17 châu Âu: 2014[23]

Đội tuyển quốc gia Anh
- Giải vô địch bóng đá châu Âu: Á quân 2024

#### Liverpool
- Premier League: 2019–20, 2024–25
- FA Cup: 2021–22
- EFL Cup: 2021–22, 2023–24
- FA Community Shield: 2022
- UEFA Champions League: 2018–19
- UEFA Super Cup: 2019
- FIFA Club World Cup: 2019